# Haydn Gwynne
Pour les articles homonymes, voir Gwynne.
Haydn Gwynne est une actrice britannique née le 5 octobre 1957 à Hurstpierpoint et morte le 20 octobre 2023 à Londres.

## Biographie

### Jeunesse et études
Haydn Gwynne naît le 5 octobre 1957 à Hurstpierpoint dans le Sussex de l'Ouest, de Guy Thomas Haydn Gwynne (1915-1994) et Rosamond Dobson. Elle  étudie la sociologie à l'université de Nottingham et parle couramment le français et l'italien. Elle passe ensuite cinq ans en Italie à l'université de Rome « La Sapienza », où elle enseigne l'anglais.

### Carrière
Haydn Gwynne devient actrice au milieu de sa vingtaine. Pour son premier rôle télévisé important, elle interprète la conférencière féministe Robyn Penrose dans la mini-série télévisée de la BBC Nice Work de David Lodge en 1989.
Au théâtre, elle apparaît notamment dans Hedda Gabler d'Henrik Ibsen et les comédies musicales Ziegfeld (1988), City of Angels (1994) et Billy Elliot, the Musical (2006) au Victoria Palace Theatre, qui lui vaut une nomination aux Olivier Awards. Elle reprend son rôle à Broadway en 2008 et remporte un Drama Desk Award un Outer Critics Circle Award et un Theatre World Award, ainsi qu'une nomination aux Tony Awards 2009.
Elle se produit également avec la Royal Shakespeare Company.

### Mort
Haydn Gwynne meurt le 20 octobre 2023 à Londres à l'âge de 66 ans des suites d'un cancer diagnostiqué un mois plus tôt,,.

### Engagements et vie privée
Haydn Gwynne est bénévole pour l'association caritative Sightsavers International, un groupe engagé dans la lutte contre la cécité dans les pays en développement.
En août 2014, elle est l'une des 200 personnalités publiques signataires d'une lettre adressée au Guardian et s'opposant à l'indépendance de l'Écosse à l'approche du référendum de septembre 2014 sur cette question.

## Théâtre
- Hedda Gabler d'Henrik Ibsen, Octagon Theatre (Bolton)
- The Way of the World de William Congreve, Royal Theatre Northampton
- 1988 :  Ziegfeld de Joe Layton, London Palladium : Billie Burke
- 1993 : City of Angels, Prince of Wales Theatre (Londres)
- 2006 : Billy Elliot, the Musical, Victoria Palace Theatre (Londres) : Mrs Wilkinson
- 2008 : Billy Elliot, the Musical, Imperial Theatre (Broadway) : Mrs Wilkinson
- 2011 : Becky Shaw de Gina Gionfriddo, Almeida Theatre (Islington)
- 2011 : Richard III, Old Vic
- 2012 : Duet for One (tournée)
- 2013 : The Audience de Peter Morgan : Margaret Thatcher
- 2015 : Women on the Verge of a Nervous Breakdown, Playhouse Theatre
- 2016 : The Threepenny Opera, National Theatre : Mrs Peacham
- 2023 : The Great British Bake Off Musical, Noël Coward Theatre : Pam Lee

## Filmographie

### Cinéma
- 1986 : Car Trouble (en) : la guichetière
- 1992 : The Pleasure Principle (en) : Judith
- 1997 : Remember Me? (en) : la femme de Jamie
- 2006 : These Foolish Things (en) : Ada Fitzgerald
- 2011 : Hunky Dory (en) : Mlle Valentine
- 2017 : La Belle et la Bête : Clothilde

### Télévision
- 1985 : What Mad Pursuit? : Shirley Benedict
- 1986 : Les Règles de l'art : Cosima (2 épisodes)
- 1986 : Call Me Mister (en) : Bridget Bartholomew (7 épisodes)
- 1989 : After the War : Hilde Hirsch (1 épisode)
- 1989 : Nice Work : Dr Robyn Penrose (4 épisodes)
- 1990-2008 : Drop the Dead Donkey (en) : Alex Pates (24 épisodes)
- 1991-2008 : Hercule Poirot : Miss Battersby et Coco Courtney (2 épisodes)
- 1996 : Le Marchand de Venise : Portia
- 1998 : Kavanagh : Mary Armstrong (1 épisode)
- 1998 : Dangerfield (en) : Amanda Carr (1 épisode)
- 1998 : The Canterbury Tales : Venus (1 épisode)
- 1999-2000 : Médecins de l'ordinaire (en) : Dr Joanna Graham (25 épisodes)
- 2001-2002 : Merseybeat (en) : Susan Blake (25 épisodes)
- 2004-2011 : Inspecteur Barnaby : Maggie Viviani / Jennifer Carter (2 épisodes)
- 2005 : Inspecteurs associés : Dr Mckenzie Mansfield (2 épisodes)
- 2005 : Absolute Power (en) : Helena Greaves (1 épisode)
- 2005-2007 : Rome : Calpurnia (5 épisodes)
- 2008 : Inspecteur Lewis : Sandra Walters (2 épisodes)
- 2010 : Sherlock : Miss Wenceslas (1 épisode)
- 2010 : Flics toujours : Sara Hamlyn (1 épisode)
- 2013 : National Theatre Live : Margaret Thatcher (1 épisode)
- 2014 : Affaires non classées : Helen Ferguson (2 épisodes)
- 2014 : Meurtres au paradis : Charlotte Doran (1 épisode)
- 2014 : Londres, police judiciaire : Madeline Morgan (1 épisode)
- 2014 : Ripper Street : George Tait (1 épisode)
- 2015 : Father Brown (en) (1 épisode)
- 2016-2023 : The Windsors (en) : Camilla Parker Bowles (20 épisodes)
- 2022 : The Crown (1 épisode)

## Distinctions

### Récompenses
- Drama Desk Awards 2009 : meilleur second rôle féminin dans une comédie musicale pour Billy Elliot, the Musical[6]
- Outer Critics Circle Awards 2009[7] meilleur second rôle féminin dans une comédie musicale pour Billy Elliot, the Musical
- Theatre World Awards 2009 : prix d'honneur pour Billy Elliot, the Musical [8]

### Nominations
- British Academy Television Awards 1992 : meilleure interprétation dans une comédie (Best Light Entertainment Performance) pour Drop the Dead Donkey[9]
- Laurence Olivier Awards 1994 : Meilleure actrice dans une comédie musicale pour City of Angels[10]
- Laurence Olivier Awards 2006 : Meilleure actrice dans une comédie musicale pour Billy Elliot, the Musical[11]
- Tony Awards 2009 : Meilleur second rôle féminin dans une comédie musicale pour Billy Elliot, the Musical[12]
- Laurence Olivier Awards 2015 : Meilleur second rôle féminin dans une comédie musicale pour Women on the Verge of a Nervous Breakdown (en)[13]
- Laurence Olivier Awards 2017 : Meilleur second rôle féminin dans une comédie musicale pour The Threepenny Opera [14]